# Rin Tin Tin

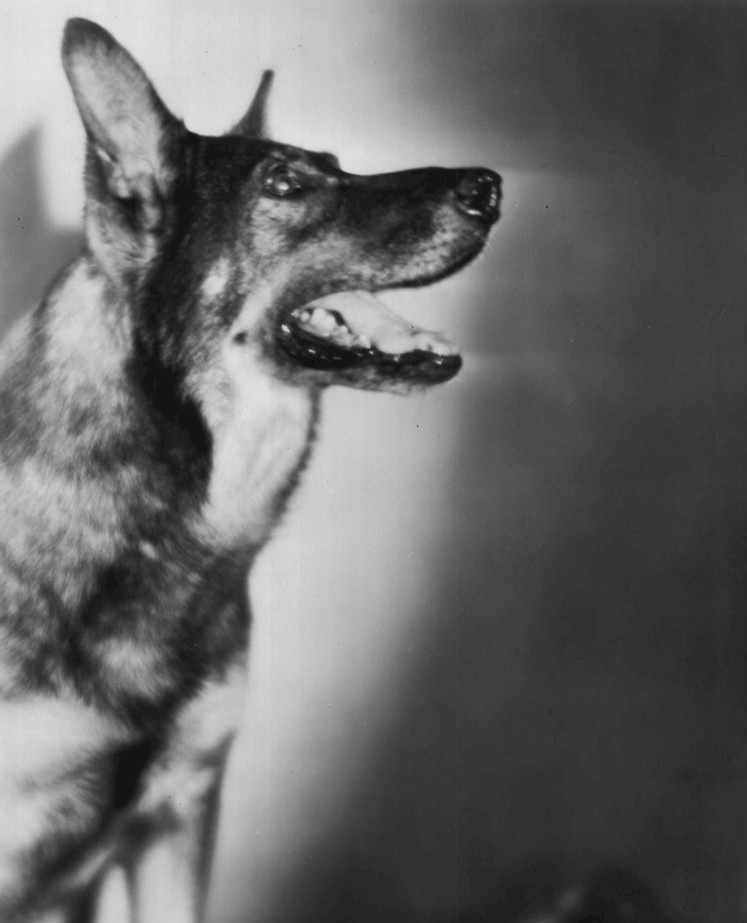
De oorspronkelijke Rin Tin Tin in 1929

Rin Tin Tin (ook wel Rin-Tin-Tin of de oorspronkelijke Franse schrijfwijze Rintintin) is de naam die aan een reeks Duitse herders werd gegeven die de hoofdrol speelden in een langlopende filmreeks rond een hond die allerlei heldhaftige daden verrichtte. 

## Geschiedenis
De oorspronkelijke Rin Tin Tin (die leefde van 10 september 1918 tot 10 augustus 1932) werd in 1918 door de Amerikaanse korporaal Lee Duncan nabij de Franse stad Toul in Lotharingen uit een gebombardeerde hondenkennel gehaald, minder dan twee maanden voor het einde van de Eerste Wereldoorlog. Duncan redde twee van de zes puppy's die vijf dagen eerder geboren waren, een wijfje en een mannetje, en gaf ze de namen Nénette en Rintintin. Dat waren de namen van twee poppen die hij eerder had gekregen van Franse kinderen. Heel wat Franse soldaten droegen tijdens de oorlog de poppetjes Nénette en Rintintin op hun lijf als geluksbrenger. Duncan nam beide hondjes mee naar zijn huis in Los Angeles, maar Nénette overleed kort na zijn aankomst. Daar leerde Duncan de overgebleven hond allerlei trucjes en hoe deze hoog kon springen. Rin Tin Tin trok na een optreden tijdens een hondenshow de aandacht van filmproducer Charles Jones die het dier wilde laten figureren in een reeks films.
Rin Tin Tin debuteerde in The Man From Hell's River (1922), waar hij werd gecast als een wolf, een rol waarin hij geregeld zou getypecast worden tijdens deze vroege jaren. Hij werd pas een ster dankzij Where the North Begins (1922), waarin hij voor het eerst de hoofdrol speelde. Films met heldhaftige honden in de hoofdrol, zoals Strongheart, bestonden al langer, maar Rin Tin Tin werd zo populair dat hij Warner Brothers van het faillissement redde. Hoewel hij vooral in stomme films figureerde heeft hij ook in vier geluidsfilms meegespeeld. Tussen 1930 en 1955 werden er ook drie verschillende radioseries rond het dier gemaakt, waarbij Rin Tin Tin tot zijn dood zelf voor de geluidseffecten zorgde.
Rin Tin Tin was tijdens het interbellum zo'n populaire filmster dat hij bergen fanbrieven ontving en zelfs een ster op de Hollywood Walk of Fame kreeg. In 1932 stierf het dier op 14-jarige leeftijd (volgens de legende in de armen van Jean Harlow). Zijn eigenaar liet het dier in zijn geboorteland op de huisdierenbegraafplaats nabij Parijs herbegraven. Andere Duitse herders zetten onder dezelfde naam nog jaren de filmreeks verder. Van 1954 tot 1959 liep op de Amerikaanse televisiezender ABC ook een televisiereeks rond het dier.

## Invloed
- Hoewel Rin Tin Tin niet de eerste heldhaftige filmhond was (die eer gaat naar de honden Blair (1905) en Strongheart (1921)), maakten andere studio's als reactie op het succes van het dier ook filmreeksen rond heldhaftige honden, zoals Ace the Wonder Dog, Benji, Lassie en Old Yeller.
- De striphond Rataplan uit Lucky Luke is bedoeld als tegenpool van Rin Tin Tin. Striptekenaar Morris vond de figuur van Rin Tin Tin als slimme, heldhaftige hond zo belachelijk en ongeloofwaardig, dat hij de dwaze, blunderende Rataplan bedacht.
- In het Nero-stripalbum Het Geheim van Matsuoka (1947) lanceert slechterik Matsuoka een speciaal soort bier met hallucinogene werking. Op zeker moment lekt dit bier op de snelweg waarna een hond het opdrinkt en zich prompt Rin Tin Tin waant.
- In The Simpsons-aflevering Old Yeller Belly (2003) wordt een parodie op Rin Tin Tin getoond waarbij de hond Hitler bijt.

## Films met de originele hond die Rin Tin Tin speelde
- Man from Hell's River (1922)
- Where the North Begins (1923)
- Shadows of the North (1923)
- The Lighthouse by the Sea (1924)
- Clash of the Wolves (1925)
- The Night Cry (1926)
- While London Sleeps (1926)
- Hills of Kentucky (1927)
- Tracked by the Police (1927)
- A Race for Life (1928)
- Jaws of Steel (1928)
- The Million Dollar Collar (1929)
- A Dog of the Regiment (1929)
- Tiger Rose (1929)
- The Lightning Warrior (1931)